# Judo-Afrikameisterschaften 2024
Die Judo-Afrikameisterschaften 2024 fanden vom 25. bis 27. April 2024 in Kairo, Ägypten statt. 190 Athleten aus 34 Nationen nahmen daran teil.

## Ergebnisse
(Quelle: judoinside.com)

### Männer
| Gewichtsklasse                 | Gold                   | Silber                   | Bronze                                |
| ------------------------------ | ---------------------- | ------------------------ | ------------------------------------- |
| Superleichtgewicht (bis 60 kg) | Younes Saddiki         | Youssry Samy             | Simon Zulu                            |
| Halbleichtgewicht (bis 66 kg)  | Kais Moudetere         | Ahmed Abdelrahman        | Mohamed Abdelmawgoud Edmilson Pedro   |
| Leichtgewicht (bis 73 kg)      | Messaoud Redouane Dris | Alaeddine Ben Chalbi     | Faye Njie Rodrigo Fernando            |
| Halbmittelgewicht (bis 81 kg)  | Abdelrahman Mohamed    | Ahmed El Meziati         | Saliou Ndiaye Santos Sebastião        |
| Mittelgewicht (bis 90 kg)      | Ali Hazem              | Rémi Feuillet            | Lokmane Daroul Yassine Kouraichi      |
| Halbschwergewicht (bis 100 kg) | Koussay Ben Ghares     | Franck Ulrick Tahman Zan | Mustapha Yasser Bouamar Karim Ibrahim |
| Schwergewicht (über 100 kg)    | Mohamed Aborakia       | Mohamed El Mehdi Lili    | Wahib Hdiouech Mbagnick Ndiaye        |

### Frauen
| Gewichtsklasse                 | Gold                        | Silber                       | Bronze                                       |
| ------------------------------ | --------------------------- | ---------------------------- | -------------------------------------------- |
| Superleichtgewicht (bis 48 kg) | Oumaima Bedioui             | Houaria Kaddour              | Aziza Chakir Virginia Aymard                 |
| Halbleichtgewicht (bis 52 kg)  | Soumiya Iraoui              | Djamila Silva                | Faiza Aissahine Chaimae Eddinari             |
| Leichtgewicht (bis 57 kg)      | Mariana Esteves             | Jasmine Martin               | Zouleiha Abzetta Dabonne Andreza Antonio     |
| Halbmittelgewicht (bis 63 kg)  | Amina Belkadi               | Nadia Guimendego             | Sandrine Billiet Chaimae Taibi               |
| Mittelgewicht (bis 70 kg)      | Maria Niangi                | Assmaa Niang                 | Soufia Belattar Aina Laura Rasoanaivo Razafy |
| Halbschwergewicht (bis 78 kg)  | Marie Branser               | Georgika Wesly Djengue Moune | Hafsa Yatim Aya Gaballa                      |
| Schwergewicht (über 78 kg)     | Richelle Anita Soppi Mbella | Georgette Sagna              | Zeineb Troudi Sarra Mzougui                  |

## Medaillenspiegel
(Quelle: International Judo Federation)
| Platz | Nation                       | Gold | Silber | Bronze | Gesamt |
| ----- | ---------------------------- | ---- | ------ | ------ | ------ |
| 1.    | Ägypten                      | 3    | 2      | 3      | 8      |
| 2.    | Algerien                     | 3    | 2      | 3      | 8      |
| 3.    | Marokko                      | 2    | 2      | 5      | 9      |
| 4.    | Tunesien                     | 2    | 1      | 4      | 7      |
| 5.    | Guinea                       | 2    | 0      | 0      | 2      |
| 6.    | Kamerun                      | 1    | 2      | 0      | 3      |
| 7.    | African Judo Union           | 1    | 0      | 5      | 6      |
| 8.    | Senegal                      | 0    | 1      | 2      | 3      |
| 9.    | Kap Verde                    | 0    | 1      | 1      | 2      |
| 10.   | Südafrika                    | 0    | 1      | 0      | 1      |
| 11.   | Zentralafrikanische Republik | 0    | 1      | 0      | 1      |
| 11.   | Mauritius                    | 0    | 1      | 0      | 1      |
| 13.   | Gabun                        | 0    | 0      | 1      | 1      |
| 14.   | Elfenbeinküste               | 0    | 0      | 1      | 1      |
| 15.   | Madagaskar                   | 0    | 0      | 1      | 1      |
| 15.   | Sambia                       | 0    | 0      | 1      | 1      |
| 17.   | Gambia                       | 0    | 0      | 1      | 1      |